# Mometa
Mometa is een geslacht van vlinders van de familie tastermotten (Gelechiidae).

## Soorten
- M. anthophthora (Meyrick, 1937)
- M. chlidanopa Meyrick, 1927
- M. erebodoxa (Meyrick, 1927)
- M. infricta (Meyrick, 1916)
- M. omphalopis (Meyrick, 1926)
- M. piceicoma (Meyrick, 1931)
- M. zemiodes Durrant, 1914